# 朱应庚
朱应庚（1922年1月—2004年11月），男，云南玉溪人，中华人民共和国经济学家、政治人物，云南大学教授，曾任云南省政协副主席。